# じまんぐ
じまんぐ（10月16日 - ）は、日本のシンガーソングライター、音楽プロデューサー、ラジオパーソナリティ。長崎県佐世保市出身。身長は172cm。別名義に英語表記のJimang、作曲・楽曲提供の名義にジマエモンがある。

## 来歴
上京後、作曲・プログラミングなど本格的に音楽活動を始動。1998年にはインディーズレーベル「IIL（INTERNET INDIES LABEL）」を立ち上げ、同レーベルのインターネットラジオ「じまんぐ THE エンターテイメント 〜君もjazzyに生きてみないか〜」のメインパーソナリティを務めた。
1999年、自身のバンド「DECO LECO」の自主制作アルバム『core 1 style』をリリース。「DECO LECO」解散後は「ジャージャージャージー（現：じまんぐvs.ジャージャージャージー）」として、ライブハウスなどでバンド活動を続ける。
2002年、Sound Horizonの活動にサポートメンバーとして参加。
2006年4月26日、ベルウッドからソロアーティストとしてメジャーデビューし、『じまんぐの世界 〜胎動〜』をリリース。同年9月には「じまんぐ The エンターテイメント 〜君もJazzyに生きてみないか?〜」の配信を開始。
2006年11月8日、1st Maxi Single『じまんぐの世界 〜Core〜』をベルウッドよりリリース。11月20日付オリコンウィークリーインディーズチャートで第5位にランクイン。
2007年10月11日、2nd Album『じまんぐの世界 〜Balance〜』をベルウッドよりリリース。
2008年8月6日、3rd Album『じまんぐの世界 〜儚きものたちへ〜』をベルウッドよりリリース。
2009年7月2日、所属事務所を移籍し、オフィシャルファンクラブ「BBM」を発足。同年9月16日、2nd Single『la divina tragedia 〜魔曲〜』をフロンティアワークスよりリリース。
2009年12月16日、4th Album収録曲「桜POP」でオンラインゲーム『メイプルストーリー』のマンスリーテーマソングを担当し、12月23日には4th Album『Eros』をティームエンタテインメントよりリリース。
2012年、「JIMANG新世界」と題した全9回のライブで3曲ずつ、合計27曲の新曲を発表。これらの楽曲は、2013年1月30日にティームエンタテインメントよりリリースされた5th Album 『JIMANG新世界』と、それに先駆け2012年12月31日のコミックマーケットにてリリースされた自主制作の6th Album『JIMANG新世界0-zero-』（新曲『僕らのパパヒーロー』も収録）にて音源化された。
2014年10月16日、7th Album 『Baloooonの逆襲★★★』をBandcamp配信のみにてリリース。
2016年8月16日、8th Album 『Freeっjgw』夏コミにて『...&J』1thAlbum『Orange』同時リリース。
2016年12月31日、9th Album 『月面から見上げるこの朝日を君に捧ぐっjgw』『...&J』の『Orange』セルフカバーアルバム『Black Orange』同時リリース。

## 人物
元消防士の経歴を持ち、他アーティストへの楽曲提供なども行っている。
「Jimang」名義でSound Horizonがメジャーデビューする前からサポートメンバーとして参加していた。その後、Sound Horizonの活動から一時的に身を引いたことが2019年に開催された「Revo’s Acoustic Night」においてRevoより明かされていたが、2025年発売予定の「ハロウィンと朝の物語」で前作から9年ぶりにボーカルとして出演することも決定し、さらには2024年11月23日・24日に開催された「Revo’s Halloween Party 2024」にて出演者として再び参加し、かつて語りやメインボーカルで参加した楽曲も多数披露され、注目を集めた。
芸名の由来は、元は人名にちなんだバンド名として考案されたのが、メンバーの反対により却下されたために個人名として再使用したことによるもの。怪獣のような名前にしようと思い、『機動戦士ガンダム』監督・富野由悠季の「名前に濁音と“ん”が入ると強そうな感じになる」という言葉を参考にしたとのこと。

### エピソード
- 「千年後の匂いを嗅ぎながら今を生きる男」、「永遠の25歳」を自称している。
- じまんぐのファンは「ジマンガー」と呼ばれる。
- Sound Horizonの楽曲「魔法使いサラバント」にて、主人公の魔法使いに怪しい交渉をする髭の男を演じており、この男が歌詞中で「胡散臭い髭の男」と形容されている。これは後に「Jimang＝胡散臭い」という公式の持ちネタがライブやコンサートで出来上がるきっかけとなった。
- テレビやラジオにゲストとして出演するのは苦手で、トラウマの原因となった番組「アキバ!AKIBA☆あきば」の最終回では、司会のアメリカザリガニにより「絡みづらさNo.1の最強ゲスト」に堂々選ばれている。
- 『じまんぐの世界 〜CORE〜』に収録の「悲しみを蹴散らせ 〜正義のみかた〜」は、当初「正義の味方」と題されていたが、告知用チラシで「正義の“見方”」と誤植されたことをきっかけに、「正義の味方を目指すならば、時代や場所によって正義の見方が異なることも考えなければ」という意味を込めて「正義のみかた」と改題された。
- Sound Horizonの楽曲「見えざる腕」にてPVに初出演。楽曲自体には彼の出番は無いが、PVのみの演出として追加された冒頭のナレーションを担当し、また本編にも登場している。

### じまんぐvs.ジャージャージャージー
結成当初はじまんぐも含めての「ジャージャージャージー」であったが、後にじまんぐの名前はバンドから独立し、フルメンバーで活動を行う際は「じまんぐvs.ジャージャージャージー」と名乗るようになった。これは、バンドメンバーはじまんぐの引き立て役ではなく、一人一人がじまんぐと対等の立場であり、馴れ合いよりも互いに自己主張して力をぶつけ合うことで切磋琢磨していこうという理念に基づいたものである。ただし、ラジオの自己紹介では「ジャージャージャージーのボーカル、じまんぐです。」と称している。
ライブ中のアドリブでじまんぐ自ら命名した「スッキーズ」で、ギターの吉田博幸、ドラムの板谷達也と3人で名古屋大阪ツアー、学園祭ライブなども行った。
「DECO LECO」時代からのジャージャージャージーのオリジナルメンバーは、ギターの吉田博幸。あとはすべて新メンバーである。

## ライブ活動
- 2006年4月29日、レコ発ライブ「じまんぐの世界 〜胎動〜 ライブイベント」（原宿アストロホール）
- 2006年9月20日、ライブ「じまんぐLive-Core 1 Tryst」（原宿アストロホール）
- 2006年10月28日、招待制イベント「じまんぐTHEパーティ 〜昼だけどDJナイト〜 in 池袋 WINNER'S BAR」
- 2006年11月19日、「じまんぐの世界 〜Core〜」発売記念インストアライブ in とらのあな1号店
  - 同日、アコースティックジャムライブ「ジャージャージャージーvsじまんぐ」（原宿ペニーレーン）
- 2007年1月13日、じまんぐアコースティックライブ in 原宿ペニーレーン
- 2007年2月11日、じまんぐLive in 渋谷クロコダイル
- 2007年3月2日、Jimang Live-Core Tryst Ⅱ 〜じまんぐの新世界〜 in 大阪バナナホール
- 2007年4月01日、じまんぐLive in 渋谷クロコダイル
- 2007年5月05日、じまんぐLive in 原宿ペニーレーン
- 2007年6月23日、じまんぐLive in 大阪バナナホール
- 2007年7月16日、じまんぐLive in 渋谷クロコダイル
- 2007年8月24日、じまんぐLive in 渋谷CHELSEA HOTEL
- 2007年10月13日、Balance 発売イベント & Live in クロコダイル
- 2009年8月2日、オフィシャルファンクラブ「BBM」発足記念イベント「アコギで歌う俺が好き！」（横浜BLITZ）
- 2018年10月8日、JIMANG★BAL 8（恵比寿 天窓switch）
- 2018年12月24日、JIMANG★BAL 9（恵比寿 天窓switch）
- 2019年1月13日、Zジマングツアー 東京（天窓 comfort）
- 2019年2月10日、Zジマングツアー 京都（祇園 Silver Wings）
- 2019年3月3日、JIMANG★BAL 10（恵比寿 天窓switch）
- 2019年4月14日、Zジマングツアー 広島（Live Juke）
- 2019年5月12日、Zジマングツアー 名古屋（今池パラダイスカフェ）
- 2019年6月8日、Zジマングツアー 札幌（coo くう）
- 2019年7月28日、JIMANG★BAL 11（恵比寿 天窓switch）
- 2019年8月20日、賢人の夜（GRAPES KITASANDO）
- 2019年8月24日、Zジマングツアー 佐世保（佐世保 BlueMile）
- 2019年9月15日、Zジマングツアー 仙台（仙台REFRAIN）
- 2019年10月13日、Zジマングツアー 倉敷（Cookiejar）
- 2019年11月3日、Zジマングツアー 福岡（SPACE TERRA）
- 2019年12月22日、Zジマングツアー 大阪（Walzer）
- 2020年1月26日、Zジマングツアー 東京（恵比寿 天窓switch）
- 2020年2月23日、Zジマングツアー 京都（祇園Silver Wings）
- 2020年7月12日、JIMANG★BAL 12（恵比寿 天窓switch）
- 2020年8月29日、Zジマングツアー 札幌（札幌 coo くう）
- 2020年9月5日、Zジマングツアー 名古屋（鑪ら場）
- 2020年9月6日、Zジマングツアー 京都（祇園Silver Wings）
- 2020年11月22日、Zジマングツアー 福岡（SPACE TERRA）
- 2020年12月20日、Zジマングツアー 倉敷（Cookiejar）
- 2021年8月21日、Zジマングツアー 東京（北参道GRAPES）
- 2022年2月23日、Zジマングツアー 静岡（Live house UHU）
- 2023年1月28日、Zジマングツアー 名古屋（鑪ら場）
- 2023年4月1日、Zジマングツアー 倉敷（Cookiejar）
- 2023年4月2日、Zジマングツアー 大阪（Live Bar Story）
- 2023年6月3日、Zジマングツアー 札幌（くう）

## ディスコグラフィ

### アルバム
1st Album 『じまんぐの世界 〜胎動〜』（2006年4月26日）
1. ヅゥーダーハレハレ
2. ドクロマン
3. 未来
4. ル・シ・ハ・コ・カ・タ
5. 恋文
6. 夕立ち過ぎの黄昏に
7. 自殺者バンクス
8. J・G・W chronology
9. 優雅な翼

2nd Album 『じまんぐの世界 〜Balance〜』（2007年10月11日）
1. BALANCE
2. ジャのLive
3. Dogma
4. Last song forever
5. Bo-buddy medicine
6. 月の気配
7. Breaker
8. Heaven town
9. Jekyll & Hyde
10. Lion
11. さよならの風景
12. Xmas revolution

3rd Album 『じまんぐの世界 〜儚きものたちへ〜』（2008年8月6日）
1. oasis
2. 君にキャプテンフリーダム号が見えるかい?
3. RONの世界
4. Mrs...の日記
5. 舵をとれ
6. 〜 Mr.Poの奇跡 〜 J.G → Radio『 Yes Love 』vol.003
7. J.G.W. Jam
8. FUNK DIVE 〜♪
9. POP
10. 儚きものたちへ

4th Album 『Eros』（2009年12月23日）
1. ･･･Introduction
2. That's"IRONMAN SHOW"
3. Eros
4. ハレルヤ 〜Bang Bang Body Line〜
5. 桜POP
6. 綺麗
7. 英雄伝
8. ROCK ON FREEDOM
9. Hi Hi MONKEY DANCE
10. Giri Giri MONSTER
11. I'm FUTURE
12. 永遠のYesterday
13. Talk to you

5th Album 『JIMANG新世界』（2013年1月30日）
1. Introduction
2. Django
3. 爆裂FIRE
4. SONIA
5. …シ
6. Mr Poの奇跡 〜ワテがカリスマ料理人〜
7. 日本の男
8. ゴリラ AtoZ
9. …ン
10. 毎日は素晴らしい
11. 宇宙へ、、、
12. …セ
13. Born to Fly
14. 希望へ、、、、
15. 君の世界
16. あかね色スタジアム
17. …カ
18. 夢を叶える為に聴けっv
19. …イ

6th Album 『JIMANG新世界0-zero-』（2012年12月31日）
1. ZERO Introduction
2. 僕らのパパヒーロー
3. Ba! Ba!! Ba!!! Violence!
4. 祝！人間記念日
5. 強バカ伝～遮二無二アガペー～
6. 愛してる
7. 彩雲
8. サマータイム☆A!フール～♡
9. ボンバー
10. Ride on Radio
11. EMON

7th Album 『Baloooonの逆襲★★★』（2014年10月16日）
1. Painter ある絵描きの詩
2. Evil邪の目
3. Happy Birthday
4. Baloooonの逆襲
5. Nirvana
6. Learn学問のすすめ
7. ROMIO&JULIET
8. Evolution猛獣ダビデゾーン
9. RAINY
10. STAND UP
11. Fight人生は戦いであるノ巻
12. Thanks君の笑顔は神だっjgw

8th Album 『Freeっjgw』（2016年8月16日）
1. キスがスキ
2. Real Love
3. 宝歌
4. Free
5. Rock'n Roll
6. 夏草

9th Album 『月面で見上げるこの朝日を君に捧げるっjgw』（2016年12月31日）
1. 朝を待つ
2. JIMANG☆BAL
3. いい感じだ。。
4. 月面で見上げるこの朝日を君に捧げるっjgw
5. 日の出
6. オニオンスープ

10th Album 『Be Bone』（2017年8月15日）
1. Be Bone
2. 世界の大きさはもはやこの星のサイズではないっjgw
3. Dr Sound Beast
4. アマノジャック
5. ママに捧げるバラード
6. Hello

11th Album 『Love♡Love♡=Wonder〜♬』（2017年12月31日）
1. Scrap Iron
2. Battle AI
3. Love love Wonder
4. 愛しくて愛しくて
5. Feel Wind
6. 満月

12th Album 『Spectacle』（2018年8月11日）
1. 脱出
2. Spectacle
3. What a wonderful would
4. 刹那
5. メーデーメーデーメーデー
6. AURA

13th Album 『00J』（2018年12月30日）
1. Panic Crow
2. Oh Yeah!
3. Love Marchens
4. Turtle Shape
5. Retired Number
6. 吾輩は犬でアル。。。

14th Album 『残心』（2019年8月12日）
1. 無頼屋ラプソディー
2. 残心ラビリンス
3. 孤高と孤独のボーダー
4. 運河の扉
5. 満天
6. 君に光の矢を放つ

15th Album 『タカナルホウ』（2019年12月31日）
1. ワガママ鬼さん
2. 笑祭
3. タカナルホウヘ
4. 鼓動
5. バンザイ裸人
6. 流れ星

16th Album 『浮遊』（2021年12月31日）
1. バトルサンタ
2. 孤高の星
3. 知らないのは君だけ
4. ラブランド
5. Who are you?
6. 哀しみを蹴散らせ〜あなたの味方〜

17th Album 『瞑想』（2022年8月13日）
1. Meditation
2. Real
3. Magic
4. Delusional drama　vol 01   In the car
5. Oh Mystery
6. Morning

18th Album 『【灯台】Lighthouse』（2022年12月30日）
1. I do
2. Shining Star
3. Lighthouse
4. Pure Love
5. Black Hole
6. Guideway

### シングル
1st Maxi Single 『じまんぐの世界 〜Core〜』（2006年11月8日）
- CD

1. 砂漠の天使
2. 悲しみを蹴散らせ 〜正義のみかた〜
3. ありがとう ※公式サイトで公開しているものとは別バージョン
4. ボーナストラック：ありがとう卒業バージョン

- DVD

1. オープニング
2. ヅゥーダーハレハレ
3. 自殺者バンクス
4. 恋文
5. 夕立ち過ぎの黄昏に
6. 砂漠の天使
7. 未来
8. ありがとう
9. エンディングロール（BGM：バルーンダンス）

『La divina tragedia 〜魔曲〜』（2009年9月16日） ※JIMANG名義

### DVD
1st DVD 『JIMANGOO MANIA』（2008年5月25日）
1. Duda Hale Hale
2. I'm Future
3. Balance
4. Dogma
5. Lion
6. Last Song Forever
7. Breaker
8. 自殺者バンクス
9. ジャのLive
10. Heaven Town
11. Balloon Dance
12. ドクロマン
13. POP
14. Funk Div
15. 悲しみを蹴散らせ
16. さよならの風景

## 提供作品
SKE48
- 「愛してるとか、愛してたとか」（作曲）※ジマエモン名義

HKT48
- 「バグっていいじゃん」（作曲）※ジマエモン名義